# Дереволаз плямистий
Дереволаз плямистий (Dendrobates tinctorius) — вид земноводних з роду дереволаз родини дереволази. Отруйна амфібія.

## Опис
Загальна довжина коливається від 3,5 до 7 см, вага до 8 г. Спостерігається статевий диморфізм: самиці більші за самців. В останній на кінцівках є великі диски, за допомогою яких вони тримаються за гілки та хапають самиць під час парування. У самиць також є такі диски, але менші. У самців диски мають форму серця, а у самиць — округлі. Шкіра містить отруйний слиз, який виробляють залози цього дереволаза.
Один з найбільш поліморфних видів дереволазів, що відрізняється дуже широкою мінливістю в забарвленні. Найбільш поширений тип забарвлення характеризується чорним фоном спини з малюнком з білих або жовтих смуг й плям та темно-синім кольором кінцівок з чорним крапом або сітчастим малюнком. Є особини з цілком жовтою спиною або кінцівками, або з переважанням у забарвленні білого, сірого, блакитного, зеленого, жовтого, помаранчевого або чорного кольорів.

## Спосіб життя
Полюбляє первинні тропічні ліси, дотримуючись берегів різних водойм з густою рослинністю. Зустрічається на висоті до 350 м над рівнем моря. Веде наземний спосіб життя, але може залазити на низько розташовані гілки та листя. Живиться комахами та членистоногими, що мешкають у ґрунті та нижньому поясі лісів.
Це яйцекладна амфібія. Самиця відкладає 4—10 яєць у сирих темних місцях. Личинки з'являються через 12—16 діб. Метаморфоз триває 60—80 днів.

## Розповсюдження
Мешкає у Колумбії, Венесуелі, Суринамі, Гаяні, Французькій Гвіані і прилеглих районах Бразилії. Відомо близько 30 географічно ізольованих локальних природних форм, які істотно різняться між собою. Ареали окремих форм не перевищують декількох квадратних кілометрів. Таксономічний статус їх натепер потребує з'ясування.